# 1185 (szám)
Az 1185 (római számmal: MCLXXXV) az 1184 és 1186 között található természetes szám.

## A szám a matematikában
A tízes számrendszerbeli 1185-ös a kettes számrendszerben 10010100001, a nyolcas számrendszerben 2241, a tizenhatos számrendszerben 4A1 alakban írható fel.
Az 1185 páratlan szám, összetett szám, szfenikus szám. Kanonikus alakja 31 · 51 · 791, normálalakban az 1,185 · 103 szorzattal írható fel. Nyolc osztója van a természetes számok halmazán, ezek növekvő sorrendben: 1, 3, 5, 15, 79, 237, 395 és 1185.
Az 1185 huszonkét szám valódiosztó-összegeként áll elő, ezek közül legkisebb a 2637.

## Csillagászat
- 1185 Nikko kisbolygó